# Brett Crozier
Brett Elliott Crozier (* 24. února 1970 Santa Rosa, Kalifornie) je důstojník námořnictva Spojených států. Je bývalým kapitánem letadlové lodě USS Theodore Roosevelt. Absolvoval Námořní akademii Spojených států.

## Pandemie nemoci covid-19 na letadlové lodi
Během plavby z Vietnamu po Tichém oceánu byla 24. března 2020 na lodi USS Theodore Roosevelt u třech členů posádky zjištěna nákaza nemocí covid-19. Tato nemoc se mezi posádkou rychle rozšiřovala a nakazil se i sám kapitán Crozier. 27. března 2020 dopluly letadlová loď a doprovodný bojový svazek na americkou základnu na ostrově Guam.
S ohledem na situaci nařídilo velení námořnictva USA evakuaci téměř celé posádky v počtu kolem 5 000 mužů a žen včetně leteckého personálu, která byla dokončena 1. dubna. Námořníci a námořní letci byli dopraveni do nemocnice resp. do karantény na americké základně na ostrově Guam. Na letadlové lodi zůstalo v přístavu jen nouzové obsazení (odborně skeleton crew), které se stará mj. o nukleární pohon lodě a protipožární zařízení.
Celkově bylo pomocí testů zjištěno u 678 osob onemocnění covid-19, jeden 41letý muž zemřel.

## Odvolání z funkce kapitána letadlové lodě
Crozier zprvu neuspěl se svou žádostí o téměř úplnou evakuaci posádky letadlové lodě, kterou podal 27. března 2020 svému bezprostřednímu představenému kontradmirálovi Stuartu P. Bakerovi poté, co loď doplula na základnu na ostrově Guam. Baker tuto žádost zprvu zamítl, neboť považoval evakuaci v navrženém rozsahu s ohledem na vojenské úkoly letadlové lodě a celého námořního svazku za „nepraktickou a příliš drastickou“.
30. března napsal Crozier tzv. memorandum pro tři admirály námořnictva ve svém řetězu velitelů, ve kterém vysvětloval svůj postoj a žádost o evakuaci posádky. Přitom se neobrátil na viceadmirála Williama R. Merze, který je nadřízeným kontradmirála Bakera. Kopie tohoto memoranda zaslal také sedmi námořním kapitánům, z nichž pět se nacházelo na palubě letadlové lodě. V těchto případech se jednalo o identické nedostatečně chráněné e-mailové dopisy, které unikly do médií a byly zveřejněny v deníku San Francisco Chronicle.
| „                                                           | Nejsme ve válce. Námořníci nemusí umírat. | “ |
| — Kapitán Brett Crozier ve svém memorandu, 30. března 2020. |                                           |   |

Dne 2. dubna 2020 byl Crozier kvůli svému nestandardnímu postupu při adresování a odeslání dopisů odvolán z funkce kapitána letadlové lodě USS Theodore Roosevelt, ale nebyl propuštěn z námořnictva Spojených států ani degradován. Jeho odvolání nařídil k tomu oprávněný politik Thomas Modly, tehdy náměstek ministra obrany USA zodpovědný za námořnictvo.
Náměstek Modly posléze odletěl na ostrov Guam a navštívil letadlovou loď. V proslovu k posádce vyslovil tvrdou kritiku kapitána Croziera za jeho postup. Poté se sám ocitl pod kritikou médií a některých politiků. Modly odstoupil ze své funkce 7. dubna 2020. Později, během měsíce dubna, někteří velitelé US Navy žádali, aby byl Crozier znovu jmenován kapitánem lodi USS Theodore Roosevelt.